# غرر الفرائد
غرر الفرائد، اثری فلسفی از ملا هادی سبزواری به زبان عربی است و به المنظومة نیز شناخته می‌شود که وی آن را شرح کرده است و شرح آن، معروف‌ترین اثر مؤلف به حساب می‌آید.
این کتاب در ۱۲۴۰ هجری قمری نوشته شده و در ۱۲۶۱ هجری قمری (۱۸۴۵ میلادی) شرح داده شده‌است، تا به امروز از منابع آموزشی در مدارس و حوزه‌هاست و چندین شرح و تعلیق بر آن نوشته شده‌است. کتاب در واقع خلاصه‌ای از فلسفهٔ ملاصدرا به نظم است که به دلیل پیچیدگی بسیار خود مؤلف بعداً بر آن تفسیر نوشت.

## محتوا
- مقصد اول: در امور عامه
- مقصد دوم: در جواهر و اعراض
- مقصد سوم: در الاهیات به معنی الاخص
- مقصد چهارم: در طبیعیات
- مقصد پنجم: در بنوات و منامات
- مقصد ششم: در معاد
- مقصد هفتم: در علم اخلاق

هر مقصد از چند فریده تشکیل می‌شود و هر فریده از چند غرر.